# Folistatina
La Folistatina (FST), es una glucoproteína monocatenaria fijadora de activinas que actúa a distancia como hormona inhibidora.

Se expresa en casi todos los tejidos de los animales superiores. 
La folistatina se describió inicialmente como inhibidora de la hormona estimulante del folículo (FSH). 

## Historia
En 1987 dos laboratorios, a partir del fluido de folículos ováricos de porcinos y bovinos, purificaron proteínas con capacidad para suprimir la secreción hipofisaria de hormona estimulante del folículo FSH.

Estas proteínas fueron llamadas, debido a su acción biológica, como estatinas del folículo (follicle-statins, follistatins FS) o proteínas supresoras de FSH (FSH-suppressing proteins FSP).  
Luego se la caracterizó como una hormona reproductiva que inhibía la secreción de miembros de la familia de proteínas del factor de crecimiento transformante (TGF)-β, incluidas la activina e inhibina, y como un potenciador de la masa muscular mediante la inhibición de la miostatina.

## Estructura
La Folistatina sintetizada tiene una longitud de cadena de 344 aminoácidos.

La masa es de 38.007 daltons (Da).

Ei péptido señal incluye los aminoácidos 1-29.

El motivo Helix se encuentra en los aminoácidos: 52-55, 72-81, 123-125, 142-151, 217-227, 245-247 y 294-304 

## Genética
La folistatina (FST) humana es codificada por el gen FST que se encuentra ubicado en el cromosoma 5 (humano).

El corte y empalme alternativo del gen FST conduce a la formación de dos precursores, de FST-317 aa o de FST-344 aa de longitud, que se modifican postraduccionalmente para producir isoformas. 
La proteína precursora FST317 produce el péptido FST288, mientras que la precursora FST344 origina el péptido FST315.

La proteína sintetizada se presenta con 2 isoformas; la proteína FST-1 es la isoforma FST-315 predominante en el suero, pero es indetectable en el líquido folicular.

## Características
La folistatina (FST) es expresada en varios tejidos, incluidos el ovario, la corteza suprarrenal, la hipófisis y el páncreas y su función principal es afinar la actividad de la activina. La FST se produce además de en el ovario en muchos otros tejidos. 
Al inactivar la activina la folistatina reduce la secreción de FSH.
La FST no forma parte de la familia de las inhibinas.
La FST se une a muchos miembros de la familia del Factor de crecimiento transformante beta (TGF-β en inglés) y los inhibe. 
La FST neutraliza/inhibe la activina, las proteínas morfogénicas del hueso y la miostatina. 
La mayor concentración de FST está en el ovario femenino, seguida por la piel.

## FST relacionadas
La folistatina y las proteínas similares a la folistatina (FSTL) pueden considerarse uno de los mensajeros bifuncionales más importantes capaces de mostrar actividad tanto señalización autocrina como señalización parácrina.

En 2020 se describían cinco tipos de proteínas similares a la folistatina: FSTL1, IGFBP7 (FSTL2), FSTL3, FSTL4 y FSTL5. 
Estas proteínas homólogas participan en la modulación de las interacciones celulares con el medio extracelular.
FST y FSTL en diferentes especies de vertebrados.

### FSTL-1, -2, -3
La folistatina-simil-1 (follistatin-like-1 FSTL-1) es una molécula de cadena polipeptídica única glucosilada de aproximadamente 37 kDa altamente enriquecida con cisteína.

La longitud de la cadena de FSTL-1 es de 308 aminoácidos. 
La masa es de 34.986 Da.

La FSTL-1 también llamada ‘osteonectina’, tiene un efecto inhibitorio de la activina, la miostatina y la proteína morfogenética del hueso (bone morphogenetic protein, BMP), que limitan el crecimiento de la proteína muscular, lo cual lleva a que el músculo pueda tener una buena regeneración (hipertrofia).

El aislamiento inicial de la FSTL-1 fue en fluido de folículos ováricos.  
El gen se ubica en el cromosoma 3q13.33 del humano.
La FST-like-2 (FSTL2), es codificada por el gen IGFBP7(FSTL2), que se encuentra en el cromosoma 4q12 del ser humano. El ARNm de IGFBP7 se expresa en órganos parenquimatosos, tracto gastrointestinal, cerebro, corazón, placenta, pulmones, músculos esqueléticos, timo, próstata, testículos, ovarios.
La FST-like-3 (FSTL3), también conocida como proteína relacionada con FST (FSRP) de 263 aa, comparte una homología estructural y funcional sustancial con FST, incluida la inhibición de la activina. FSTL3 no puede unirse a los proteoglicanos de la superficie celular y es por eso un antagonista débil de la activina.
El gen se ubica en el cromosoma 19p13 del humano.

### FSTRP
FSTL4: Follistatin-related protein 4, antes conocida como Follistatin-like protein 4 (FSTL-4), tiene 842 aa. El gen humano FSTL4 está situado en el cromosoma 5 en el locus 5q31.1.
FSTL5: Follistatin-related protein 5, antes conocida como Follistatin-like protein 5 (FSTL-5), tiene 847 aa. En humanos el gen FSTL-5 se ubica en el cromosoma 4 en el locus 4q32.2.

## Función
El efecto de la folistatina (FST) como inhibidora (follicle-statin, follistatin) de la hormona folículo estimulante (FSH) es sólo una de sus muchas propiedades en varios sistemas reproductivos y no reproductivos.
La regulación de la producción y liberación de FSH es un proceso complejo que involucra factores hipotalámicos (neuroendocrinos), gonadales (endócrinos) e hipofisarios (autocrinos y parácrinos).
La interacción entre folistatina y activina representa un poderoso mecanismo regulador que incide en una variedad de procesos celulares dentro del cuerpo.

La activina estimula la producción de FSH por parte de la hipófisis y aumenta su acción sobre la célula de la granulosa del folículo ovárico. Por el contrario, la folistatina neutraliza la activina, antagonizando la foliculogénesis y la aromatización en el folículo.
La folistatina se expresa como FST-288 y FST-315, ambas isoformas circulan pero la FST-315 se encuentra en niveles más altos que la FST-288.
 
FST-288 se une a proteoglicanos de sulfato de heparán en las superficies celulares a través de un sitio de unión de heparina. La FST-315 puede unirse a las superficies celulares después de unirse a activina debido a un cambio en su estructura terciaria.

La folistatina se une a las activinas de forma prácticamente irreversible, dirigiendo el complejo formado a una vía de degradación lisosomal.

Las proteínas similares a la folistatina (FSTL) regulan indirectamente el ciclo celular, la diferenciación de tejidos, las vías metabólicas y participan en las cadenas de transmisión de la proteína. -señal intracelular inflamatoria.
En humanos, la folistatina se deriva principalmente del hígado y los niveles elevados de folistatina se han asociado con un mayor riesgo de diabetes tipo 2.
La folistatina (FST) restringe la proliferación de células de la granulosa y la esteroidogénesis al neutralizar la acción de la activina. También mejora la producción basal de estradiol y progesterona, promoviendo la invasión celular del trofoblasto.
La FST sérica aumentó significativamente durante la gestación hasta el primer día del parto y disminuyó después.